# Lucas Osiander der Jüngere

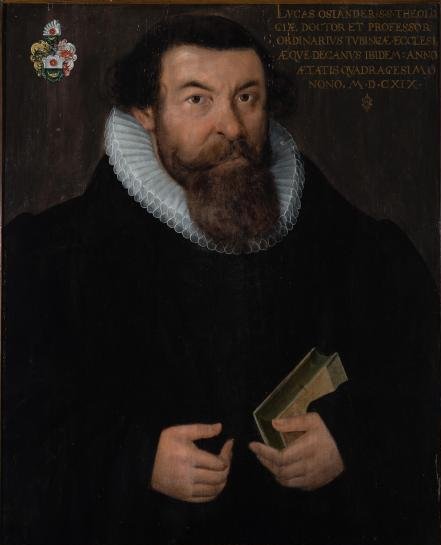
Lucas Osiander der Jüngere auf einem Porträt von Conrad Melperger aus der Sammlung der Tübinger Professorengalerie

Lucas Osiander (* 6. Mai 1571 in Stuttgart; † 10. August 1638 in Tübingen) war ein deutscher Theologe, Professor und Kanzler der Eberhard Karls Universität in Tübingen.

## Leben
Lucas Osiander ist der Sohn des Pfarrers und Hofpredigers Lucas Osiander der Ältere (1534–1604) und dessen Ehefrau Tabitha Engel (1539–1625); er ist ein Enkel des Reformators Andreas Osiander (1498–1552).
Er durchlief die württembergischen Klosterschulen, studierte ab 1585 in Tübingen Evangelische Theologie, erwarb 1588 den Magistergrad und trat dann in den württembergischen Kirchendienst ein. 1591 wurde er Diakonus (Stadtpfarrer) in Göppingen, 1597 Pfarrer in Schwieberdingen, 1601 Superintendent in Leonberg, 1606 in Schorndorf, 1612 Abt und Prälat in Bebenhausen, 1616 in Maulbronn.
1619 wurde Lucas Osiander in Tübingen zum Dr. theol. promoviert und zum Professor der Theologie an der Eberhard Karls Universität ernannt. Außerdem bekleidete er das Amt des Superintendenten des Stifts und war ab 1620 Propst und Kanzler der Universität. Diese Ämter bekleidete er bis zu seinem Tode 1638.
Lucas Osiander galt als streitbarer Theologe und verfasste eine Reihe von Schriften beispielsweise gegen Calvinisten, Täufer sowie Jesuiten und provozierte durch seine Polemik 1636 ein Attentat eines fanatischen Gegners, der ihn mit dem Schwert angriff, das er aber durch Körperkraft und Gewandtheit unbeschadet überstand.